# Langtauferer Ferner
Der Langtauferer Ferner (italienisch Vedretta di Vallelunga) ist der größte Gletscher im zu Südtirol gehörenden Teil der Ötztaler Alpen. Er liegt am Talende des Langtauferer Tales an der Nordseite der Weißkugel (3739 m).
Wie alle Südtiroler Gletscher hat auch der Langtauferer Ferner in den letzten Jahren viel an Substanz verloren. Die Fläche im Jahr 2006 betrug 3,93 km², nachdem 1997 noch eine Fläche von 4,24 km² gemessen worden war.
Das Nährgebiet des Gletschers nördlich der Weißkugel wird durch deren Nordgrat in zwei Teile gegliedert. Der größere Teil erstreckt sich östlich des Nordgrats unterhalb des Weißkugeljochs (3362 m) und der Langtauferer Spitze (3529 m), der kleinere westlich davon. Ein weiterer, wenn auch mittlerweile unbedeutender Zufluss kommt vom Langtauferer Joch (3172 m). Zwischen Langtauferer Spitze und Langtauferer Joch bestand früher eine Verbindung zum Langtauferer-Joch-Ferner, der nach Osten zum Hintereisferner fließt. Ein knapp 6 ha großer Teil des Gletschers am Nordgrat der Langtauferer Spitze hat mittlerweile keinen Kontakt zur restlichen Gletscherfläche mehr.
Eine auffällige Besonderheit des Langtauferer Ferners war früher die Transfluenz vom Gepatschferner. Über Teile der Langtauferer Eiswände floss Eis des Gepatschferners über einen mächtigen Eisbruch dem Langtauferer Ferner an seiner Nordseite zu. Die direkte Verbindung ist Anfang des 21. Jahrhunderts abgerissen, es gibt noch Massenübertritt durch Eisstürze.
Westlich der Gletscherzunge befindet sich die Weißkugelhütte. Im Jahre 2007 wurde der Anstiegsweg zur Hütte von der Melager Alm als
Gletscherlehrpfad eingerichtet, der die Glazialmorphologie erklärt und den Gletscherrückgang thematisiert.
Im Jahre 2018 befand sich am Ende der Gletscherzunge noch ein beeindruckendes Gletschertor, das im Jahr 2023 nicht mehr zu sehen war.